# 施退翁
施退翁，山阴（今浙江绍兴）人，宋朝政治人物。
施退翁曾于1244年接替蔡朴任华亭县知县一职，由胡端常接任。